# ゴールデンレーサー賞
ゴールデンレーサー賞（ゴールデンレーサーしょう）は、競艇（ボートレース）において、過去に顕著な成績を収めた競艇選手に与えられる表彰の一つ。

## 概要
「ゴールデンレーサー賞」の表彰は、下記の基準を満たす選手に対して行われる。
- BOATRACE振興会会長賞メダルを24個以上授与されている。なお同メダルを授与されるレースは以下の通り[3]。
  - GRANDE5競走（クラシック・オールスター・メモリアル・ダービー・グランプリ）優勝戦出場メダル（5回）
  - グランドチャンピオン・オーシャンカップ・チャレンジカップ優勝戦出場メダル（3回）
  - マスターズチャンピオン優勝戦出場メダル（1回）
  - 周年記念競走優勝戦出場メダル（24回）
- GRANDE5競走において、決勝3位以内の選手に与えられるプラチナ・金・銀・銅メダルを3個以上授与されている。
- ゴールデンレーサーとして適切な品格を保ち、他の模範となっている。

ただ、基準となるメダル授与が行われるようになったのが、SGは2014年度、G1は2015年度からのため、事実上はそれ以降にSG/G1競走で活躍した選手が対象となっている。
受賞の記念としては、BOATRACE振興会より「ラペルピン」及び「盾」が贈呈される。
創設当初はレースでの選考順位等に影響を持たず、名誉としての意味合いが強いものだったが、2023年度からは年1～2回程度の頻度で、ゴールデンレーサーのみで争われるドリーム戦が行われ、副賞として1着の選手には金40グラムが贈呈されることになり、実利的なメリットが生じている。一方でそれに合わせ、SG競走の優勝戦でスタート事故を起こした場合などに称号を停止する制度も導入された。

## 選手一覧
本賞の表彰を受け「ゴールデンレーサー」の称号を得ている選手は以下の通り。（カッコ内は基準達成日）
- 白井英治（2019年3月21日）[6]
- 峰竜太（2019年5月26日）[7]
- 菊地孝平（2019年9月2日）[8]
- 井口佳典（2019年9月30日）[9]
- 桐生順平（2019年11月14日）[10]
- 瓜生正義（2020年3月31日）[11]
- 毒島誠（2020年10月26日）[1]
- 平本真之（2021年8月30日）[12]
- 茅原悠紀（2021年10月14日）[13]
- 石野貴之（2022年6月10日）[14]
- 馬場貴也（2022年12月18日）[15]
- 篠崎元志（2023年3月21日）[16]
- 吉川元浩（2024年3月20日）[17]